# آبي غولدبرغ
آبي غولدبرغ (بالإنجليزية: Abe Goldberg)‏ هو شخصية أعمال أسترالي، ولد في 23 يونيو 1929، وتوفي في 24 يوليو 2016.